# نار

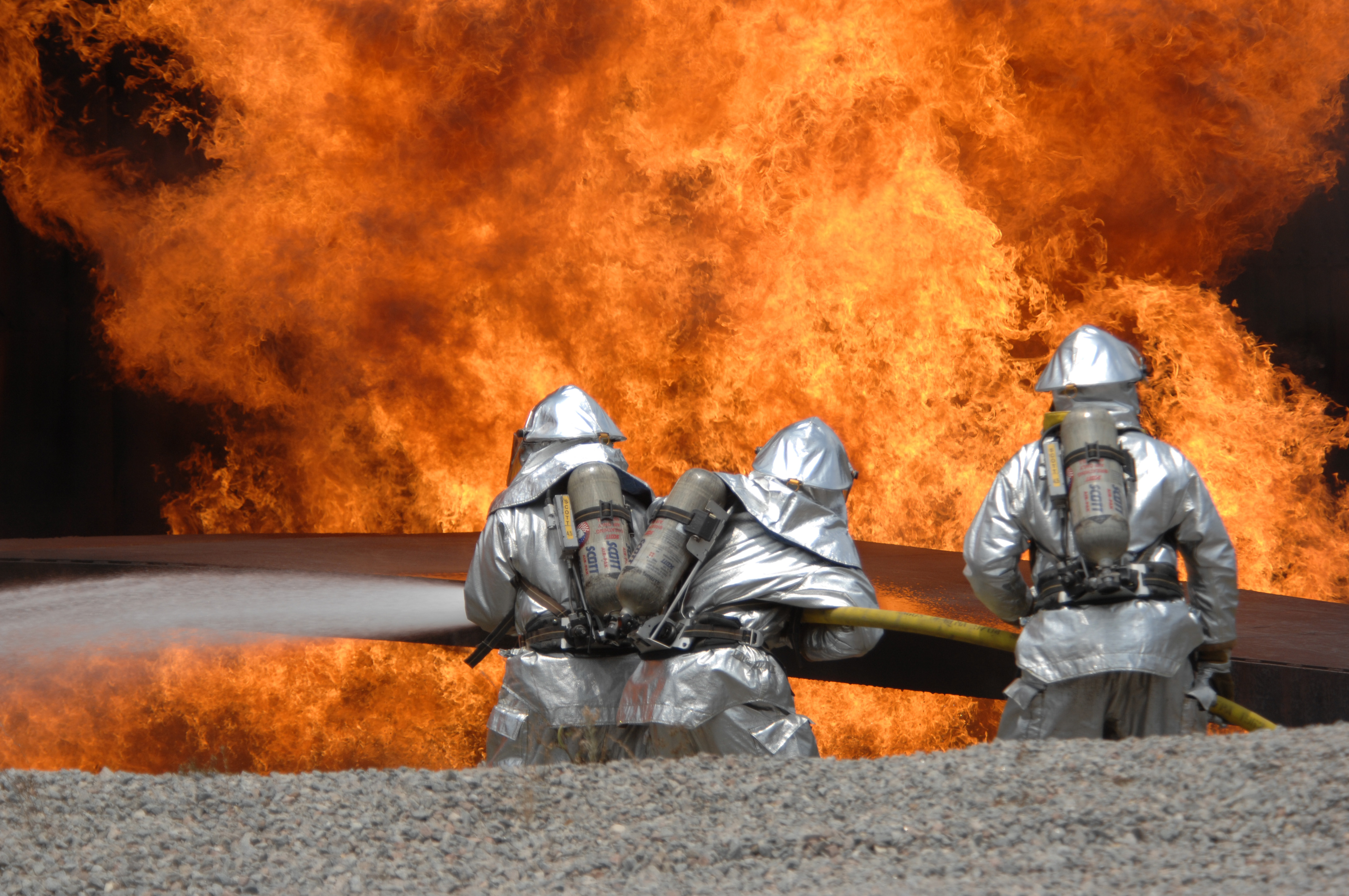
رجال القوات الجوية الأمريكية يطفئون حريقا أثناء تدريب ميداني.

النار هي الطاقة الحرارية والضوئية التي تنطلق أثناء التفاعل الكيميائي الذي يصاحبه أكسدة (الاحتراق بالخصوص). ولكن في بعض عمليات الأكسدة الأكثر بطئاً مثل تكون الصدأ و عملية الهضم لا ينتج عنها نيران. و بالاعتماد على المادة المشتعلة و الملوثات الخارجية، فإن لون اللهب و قوته قد تتغير
و قد تتكون بلازما تبعاً لتأين الغازات المكونة له عند درجة الحرارة الكافية. يمكن للنار في معظم صورها أن تكون سبباً للحريق، كما أن لديها القدرة على إحداث الضرر الفيزيائي من خلال الإحراق.
استخدم الإنسان النار من قديم العصور للتدفئة والإضاءة والطبخ ومعالجة الأمراض وغيرها، واستخدمت في التعدين في صهر المعادن والحدادة ونحوها. ويعتقد علماء الآثار أن الإنسان قد استخدم النار قبل مليون سنة. في الوقت الحاضر تتعدد الاستخدامات في المركبات ووسائل النقل ومحطات الطاقة والأسلحة كالنابالم التي استخدمته أمريكا في حرب فيتنام، والاستخدامات الشخصية لعود الثقاب والولاعة و في المخيمات وجلسات الأصدقاء.

## الخصائص الفيزيائية

### كيمياء الحريق
الحريق هو عملية كيميائية يتفاعل فيها وقود مع عامل مؤكسد مما ينتج عنه ثاني أكسيد الكربون والماء. هذه العملية المعروفة باسم تفاعل الاحتراق لا تحدث بشكل مباشر وتتضمن عناصر وسيطة. على الرغم من أن العامل المؤكسد هو الأكسجين عادة، إلا أن المركبات الأخرى قادرة على أداء دور العامل المؤكسد، على سبيل المثال ثلاثي فلوريد الكلور قادر على إشعال الرمل.

مثلث الحريق. ويظهر فيه العناصر الثلاثة اللازمة لاشتعال النار وهي الأكسجين والوقود والمادة القابلة للاشتعال

تبدأ الحرائق عندما تتعرض مادة قابلة للاشتعال أو قابلة للاحتراق إلى جانب كمية كافية من مادة مؤكسدة مثل غاز الأكسجين أو مركب آخر غني بالأكسجين (على الرغم من وجود مؤكسدات غير الأكسجين) لمصدر حرارة أو درجة حرارة محيطة أعلى من نقطة الوميض لمزيج الوقود / المؤكسد، وتكون هذه المادة قادرة على الحفاظ على معدل أكسدة سريع ينتج عنه تفاعل متسلسل وهو المعروف باسم مثلث النار. لا يمكن أن توجد النار بدون كل هذه العناصر في مكانها وبالنسب الصحيحة. على سبيل المثال يمكن لسائل قابل للاشتعال أن يبدأ في الاحتراق فقط عندما تكون نسبة الوقود والأكسجين صحيحة تمامًا، قد تحتاج بعض مخاليط الوقود والأكسجين إلى محفز، وهي مادة لا تشارك في أي تفاعل كيميائي أثناء الاحتراق ولكنها تجعل المواد المتفاعلة تحترق بسرعة أكبر.
بمجرد الاشتعال، يجب أن يحدث تفاعل متسلسل يمكِّن الحرائق من المحافظة على حرارتها من خلال إطلاق المزيد من الطاقة الحرارية في عملية الاحتراق، وقد تنتشر النار إلى مناطق مجاورة بشرط توفر عامل مؤكسد ووقود بشكل مستمر.
إذا كان العامل المؤكسد هو الأكسجين الموجود في الهواء المحيط بالنار، فإن وجود قوة الجاذبية أو بعض القوة المماثلة الناتجة عن التسارع ضروري لإنتاج الحمل الحراري الذي يزيل نواتج الاحتراق ويزود النار بالأكسجين. في حالة انعدام الجاذبية فإن الحريق يحيط نفسه بسرعة بنواتج الاحتراق الخاصة به والغازات غير المؤكسدة المحمولة في الهواء والتي تعيق وصول الأكسجين وتؤدي إلى أن تنطفئ النيران. لهذا السبب فإن خطر اشتعال النار في مركبة فضائية في مجال قليل الجاذبية ضئيل للغاية.
يمكن إطفاء الحريق عن طريق إزالة أي عنصر من عناصر مثلث النار. على سبيل المثال يمكن إخماد النار الناتجة عن لهب الغاز الطبيعي مثل الذي ينتج عن استخدام الموقد بإحدى الطرق التالية:
- قطع إمدادات الغاز ، مما يزيل مصدر الوقود.
- تغطية اللهب بالكامل بواسطة مواد غير قابلة للإشتعال (مثل بطانية الحريق) مما يتسبب بانقطاع الاكسجين ويخمد اللهب، ذلك لأن الاحتراق يستخدم العامل المؤكسد المتاح وهو الأكسجين الموجود في الهواء المحيط.
- استخدام غاز خامل مثل ثاني أكسيد الكربون، وخنق اللهب عن طريق استبدال العامل المؤكسد المتاح بالغاز الخانق.
- استخدام الماء الذي يزيل الحرارة من النار بشكل أسرع مما يمكن أن تنتجه النار (وبالمثل فإن النفخ بقوة على اللهب يؤدي إلى إزاحة حرارة الغاز المشتعل حاليًا من مصدر الوقود).
- استخدام مادة كيميائية مثبطة مثل الهالون (المحظورة إلى حد كبير في بعض البلدان اعتبارًا من عام 2023) على اللهب، مما يؤخر التفاعل الكيميائي نفسه حتى يصبح معدل الاحتراق بطيئًا جدًا للحفاظ على التفاعل المتسلسل.

### اللهب

لهب شمعة اثناء الأحتراق ويلاحظ فيه اللون الأزرق في في الأسفل والأبيض في الأعلى. وبينهما الون البرتقالي والأحمر.

اللهب هو مزيج من تفاعلات الغازات والمواد الصلبة التي تنبعث منها الأشعة المرئية والأشعة تحت الحمراء وأحيانًا فوق البنفسجية. يعتمد طيف تردد اللهب على التركيب الكيميائي للمادة المحترقة ونواتج التفاعل الوسيطة. في كثير من الحالات مثل حرق المواد العضوية (على سبيل المثال الخشب أو الاحتراق غير الكامل للغاز) تنتج الجسيمات الصلبة المتوهجة التي تسمى السخام الوهج المألوف باللون الأحمر البرتقالي لـ "النار" والذي له طيف مستمر . الاحتراق الكامل للغاز له لون أزرق باهت بسبب انبعاث إشعاع أحادي الطول ناتج عن انتقال الإلكترونات المختلفة في الجزيئات المثارة المتكونة في اللهب. عادة ما يكون الأكسجين هو السبب في ظهور اللهب بهذا اللون، ولكن عندما يحترق الهيدروجين في الكلور فإنه ينتج أيضًا لهبًا وكلوريد الهيدروجين (HCl). من بين العديد من أزواج المركبات المحتملة الأخرى لإنتاج اللهب هناك مركبات (الفلور والهيدروجين) و(الهيدرازين ورباعي أكسيد ثنائي النتروجين). اللهب الناتج عن احتراق الهيدروجين والهيدرازين / UDMH يكون لونه أزرق باهت، بينما حرق البورون ومركباته (والذي كانت يعتبر وقودًا عالي الطاقة لمحركات الطائرات والصواريخ في منتصف القرن العشرين) ينتج عنه لهب أخضر شديد الكثافة، مما أكسبه الاسم العامي "التنين الأخضر".
وهج اللهب معقد. تولد جزيئات السخام والغاز والوقود إشعاع الجسم الأسود، لكن جزيئات السخام صغيرة جدًا بحيث لا تتصرف مثل الأجسام السوداء المثالية. علاوة على ذلك هناك أيضًا انبعاث الفوتون بواسطة الذرات والجزيئات غير المثارة في الغازات. ينبعث الكثير من الإشعاع في النطاقات المرئية والأشعة تحت الحمراء. يعتمد اللون على درجة حرارة إشعاع الجسم الأسود وعلى التركيب الكيميائي لأطياف الانبعاث. يتغير اللون السائد في اللهب مع تغير درجة الحرارة. بالقرب من الأرض ، حيث يحدث معظم الاحتراق ، تكون النار بيضاء (وهو اللون الأكثر سخونة للمواد العضوية بشكل عام) أو صفراء. فوق المنطقة الصفراء يتغير اللون إلى اللون البرتقالي وهو أكثر برودة ، ثم الأحمر الذي لا يزال أكثر برودة. فوق المنطقة الحمراء يتوقف الاحتراق وتظهر جزيئات الكربون غير المحترقة على شكل دخان أسود.

## علم الحرائق والبيئة
لكل نظام بيئي طبيعي على الأرض نظام حريق خاص به، والكائنات الحية التي تعيش في تلك النظم البيئية إما أن تتكيف مع نظام الحرائق هذا أو تعتمد عليه. يخلق الحريق فسيفساء من بقع الموائل المختلفة في مراحل مختلفة من التعاقب البيئي. تتخصص أنواع مختلفة من النباتات والحيوانات والميكروبات في استغلال مرحلة معينة، ويسمح الحريق لعدد أكبر من الأنواع بالوجود داخل المناظر الطبيعية من خلال إنشاء هذه الأنواع المختلفة من البقع.
علم الحريق هو فرع من فروع العلوم الفيزيائية يتضمن سلوك النار وديناميكياتها واحتراقها. تشمل تطبيقات علم الحرائق الحماية من الحرائق، و التحقيق في الحرائق، وإدارة حرائق الغابات.

## سجل الحفريات

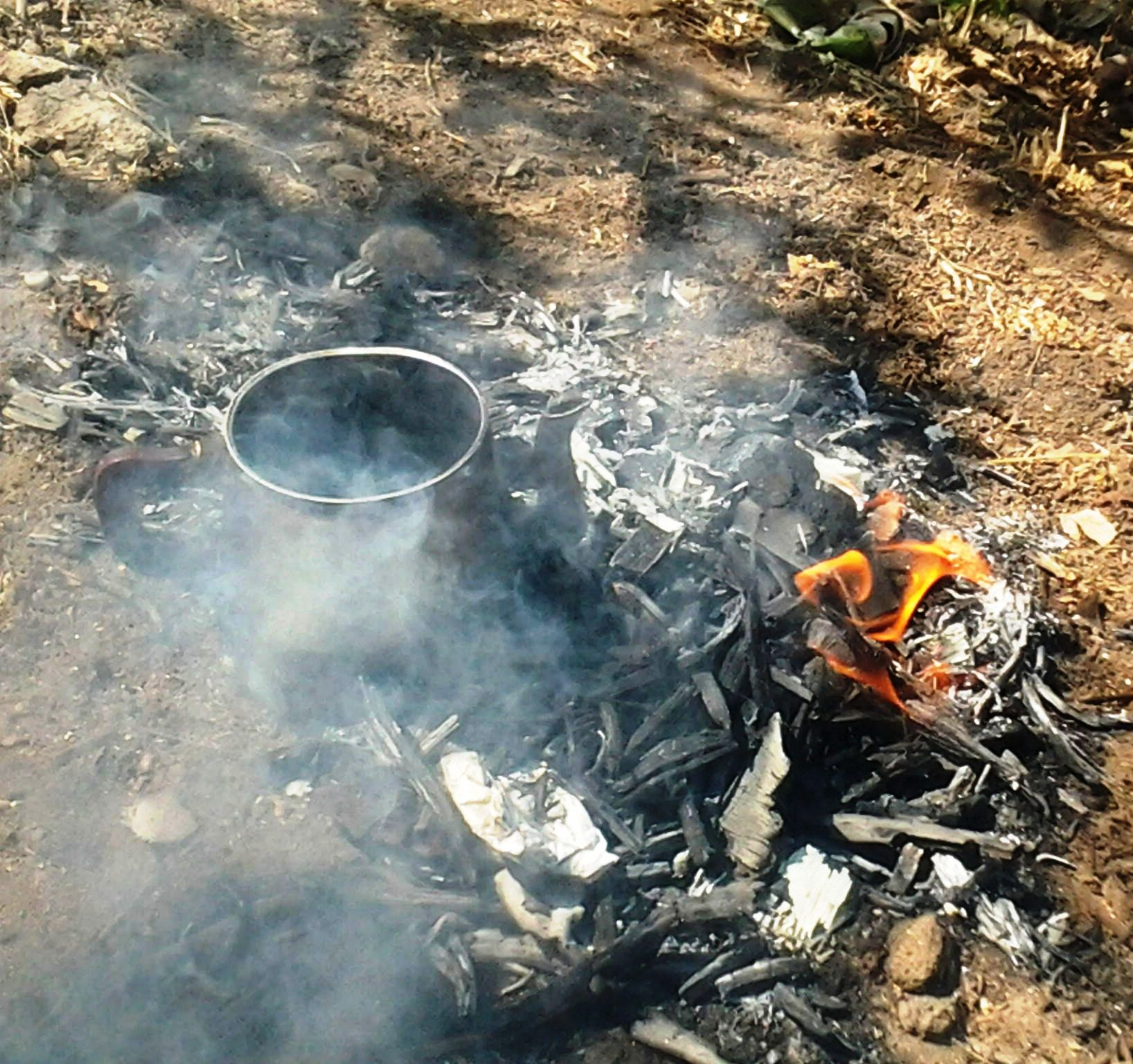
استخدام النار في إعداد الشاي.

ظهر السجل الأحفوري للحريق لأول مرة مع ظهور نباتات برية في العصر الأوردوفيشي الأوسط قبل 470 مليون سنة، مما سمح بتراكم غير مسبوق للأكسجين في الغلاف الجوي، أستمرت مجموعات جديدة من النباتات البرية بإطلاقه للخارج، وعندما تجاوز تركيز الأكسجين 13 ٪ ، أصبحت حرائق الغابات ممكنة. تعتبر أحافير نباتات الفحم من أواخر العصر السيلوري قبل 420 مليون سنة أول دليل على حرائق الغابات. كان الفحم موجودًا منذ ذلك الحين باستثناء الفجوة المثيرة للجدل في العصر الديفوني المتأخر. يرتبط مستوى الأكسجين في الغلاف الجوي ارتباطًا وثيقًا ووجود الفحم، مما يشير إلى أن الأكسجين يلعب دورًا رئيسيًا في حدوث حرائق الغابات.
زادت الحرائق أيضًا بكثرة منذ حوالي 6 إلى 7 ملايين سنة عندما نمت الأعشاب وأصبحت العنصر المهيمن في العديد من النظم البيئية، وفرت هذه الأعشاب المادة القابلة للاشتعال التي سمحت للنار بالانتشار بسرعة أكبر، قد تكون هذه الحرائق واسعة النطاق قد بدأت عملية ارتجاع إيجابي أدت إلى مناخ أكثر دفئًا وجفافًا وأكثر قابلية للاشتعال.

## علاقة الإنسان بالنار

### العلاقة المبكرة
تعتبر القدرة على التحكم في النار بمثابة تغيير جذري وتحول مهم في عادات البشر الأوائل. أتاح إشعال النار لتوليد الحرارة والضوء إمكانية طهي الطعام، مما أدى في الوقت نفسه إلى زيادة تنوع العناصر الغذائية وتوافرها وتقليل الأمراض عن طريق قتل الكائنات الحية الدقيقة في الطعام. ساعدت النار والحرارة الناتجة عنها إلى بقاء البشر دافئين في الطقس البارد، مما ممكنهم من العيش في مناخات شديدة البرودة. استخدم الإنسان النار أيضًا لإخافة الحيوانات المفترسة الليلية وردعها عن مهاجمته. عثر على أدلة تعود إلى نحو مليون سنة مضت على استخدام الانسان للنار في طهي الطعام. على الرغم من أن هذا الدليل يشير إلى أنه تم استخدام النار بطريقة منظمة منذ حوالي مليون عام، إلا أن المصادر الأخرى تضع تاريخ الاستخدام المنتظم للنار منذ 400000 عام. أصبحت الأدلة شائعة بين 50 و 100 ألف سنة، ومن المثير للاهتمام أن مقاومة تلوث الهواء بدأت تتطور بين البشر في نفس الوقت تقريبًا. منذ "عشرات الآلاف" من السنين، استخدمت النار لتوليد الفحم النباتي والتحكم في الحياة البرية، وتطور استخدامها بمرور الوقت. كما استخدمت النار لآلاف السنين كطريقة للتعذيب والإعدام (الموت بالحرق) وأداة للتعذيب كالحذاء الحديدي الذي يمكن ملؤه بالماء أو الزيت أو حتى الرصاص ثم تسخينه على نار مكشوفة.
بحلول الثورة الزراعية وظهور الزراعة القائمة على الحبوب استخدم الإنسان النار كوسيلة لإدارة المناظر الطبيعية. إذ كانت النيران تشعل وتستخدم بطريقة يمكن التحكم بها بعكس الأنواع الأخرى من الحرائق العشوائية التي لا يمكن السيطرة عليها وتضر بالتربة وتقتل النباتات والحيوانات وتعرض السكان للخطر. من الأمثلة الأخرى على الاستخدام البشري للنار فيما يتعلق بإدارة المناظر الطبيعية هو استخدام النار لتطهير الأرض للزراعة. وإلى اليوم لا يزال أسلوب (القطع والحرق) شائعًا في كثير من المناطق الاستوائية في إفريقيا وآسيا وأمريكا الجنوبية. يقول ميغيل بينيدو فاسكيز عالم البيئة من مركز أبحاث البيئة والمحافظة عليها التابع لمعهد الأرض: "بالنسبة لصغار المزارعين، فهي طريقة ملائمة لتطهير المناطق الكثيفة وإطلاق المغذيات من النباتات الدائمة إلى التربة".

## النار في الأديان
العلاقة بين النار والدين علاقة وثيقة فقد صنف أرسطو النار واحدة من العناصر الأربعة العناصر الطبيعية، وهي الماء والهواء والمادة والنار. وتعتبر واحدة من العناصر الصينية الخمسة. وفي الهندوسية النار عنصر من العناصر المقدسة. وفي الزرادشتية يُعتبر الماء والنار عوامل تدل على طهارة الطقوس وعادة ما يصلي الزرادشتيون بحضور شكل من أشكال النار (التي يمكن اعتبارها حاضرة في أي مصدر من مصادر الضوء). ويوجد ارتباط بين عبادة النار وعبادة الشمس، وفي اليهودية لها رمز خاص في شموع الأعياد، وفي المسيحية,النار رمز لالروح القدس وفي وصف جهنم، وفي الإسلام ، ورد في القرآن وعيد الله بنار جهنم، ووردت آيات في قصة النار التي ألقي فيها النبي إبراهيم فجعلها الله بردا عليه وسلاما، ووردت آيات في قصة النبي موسى في الوادي المقدس، وورد ذكر النار في عدة مواضع في القرآن منها في سورة الواقعة ﴿أَفَرَأَيْتُمُ النَّارَ الَّتِي تُورُونَ ۝٧١ أَأَنْتُمْ أَنْشَأْتُمْ شَجَرَتَهَا أَمْ نَحْنُ الْمُنْشِئُونَ ۝٧٢ نَحْنُ جَعَلْنَاهَا تَذْكِرَةً وَمَتَاعًا لِلْمُقْوِينَ ۝٧٣ فَسَبِّحْ بِاسْمِ رَبِّكَ الْعَظِيمِ ۝٧٤﴾ [الواقعة:71–74].